# Kovách János
Pásztélyi Kovách János (Velejte, 1826. május 8. – Ungvár, 1891. április 5.) görögkatolikus pap, munkácsi megyéspüspök, főrend.

## Életrajza
Kovách János görögkatolikus lelkész és Pankovics Anna fia. Atyja korán meghalt, így özvegy édesanyja nevelte. Iskoláit Nyíregyházán és Ungvárt végezte, a bölcseletet Szatmárt és Kassán hallgatta; öt hónappal anyja halála után 1844. oktober elején, a munkácsi papnövendékek közé vétetett fel és a teológiai tanfolyamot kitűnően elvégezte. Ezután a püspöki udvarban nyert alkalmazást és miután Ausztriát, Stájerországot és Olaszország egy részét beutazta, 1849. július 1-én pappá szentelték fel; azon hó 15-én Técsőre rendeltetett segédlelkésznek, ahonnét rövid idő múlva Husztra került helyettes lelkésznek.
A szabadságharc alatt tanusított hazafias magaviseleteért az oroszok elfogták és csak püspöke hathatós közbenjárására szabadult ki. 1858-ban kerületi alpeseresé, 1867-ben pedig főesperessé léptették elő. 1869-ben hazafias működésével nagy népszerűségre jutván, a huszti kerület országgyűlési képviselőnek választotta és lelkiismeretes tevékenységgel működött közre az országgyűlés reformtörekvéseiben. Ugyanazon évben Máramaros megye püspöki vidéki helynökéve neveztetett ki és 18 ülnökből álló szentszék élén, 88 parókiában több mint 120 000 lélek szellemi ügyeit önállólag vezette. 1870 márciusban a magyar pénzügyminisztérium által Máramarosszigetre lelkésszé nevezte ki és azután apáttá is előléptették és kevéssel azután a munkácsi püspöki székre emeltetett.
Egyházkerülete túlnyomóan rutén nemzetségű hívei közt buzgón ápolta a hazafias érzelmeket és nemes példával járt papjai előtt. Ő volt az, aki a román és szerb püspöki kar által a népnevelési törvényjavaslat ellen kifejtett agitációval szemben kérvénnyel fordult ő felségéhez ama javaslat életbeléptetése mellett. Ő volt az, aki a javaslat törvényerőre emelése után főpásztori levélben magyarázta híveinek reájuk nézve kedvező, jótékony irányelveit. Ő fordította le az ószláv liturgiát magyarra és ő tartotta Ungvárt az első magyar hitszónoklatot. A római szentszék több kitüntetésben részesítette; megtette pápai trónállónak, földíszítette a Szent Gergely-rendjel nagy keresztjével, kinevezte született római gróffá.
Arcképe: kőnyomat, rajzolta Appelrath L. (a Hajnal cz. Albumban. Bpest, 1873).
Nevét Pásztelyi Jánosnak is írják.